# Golfo di Aden

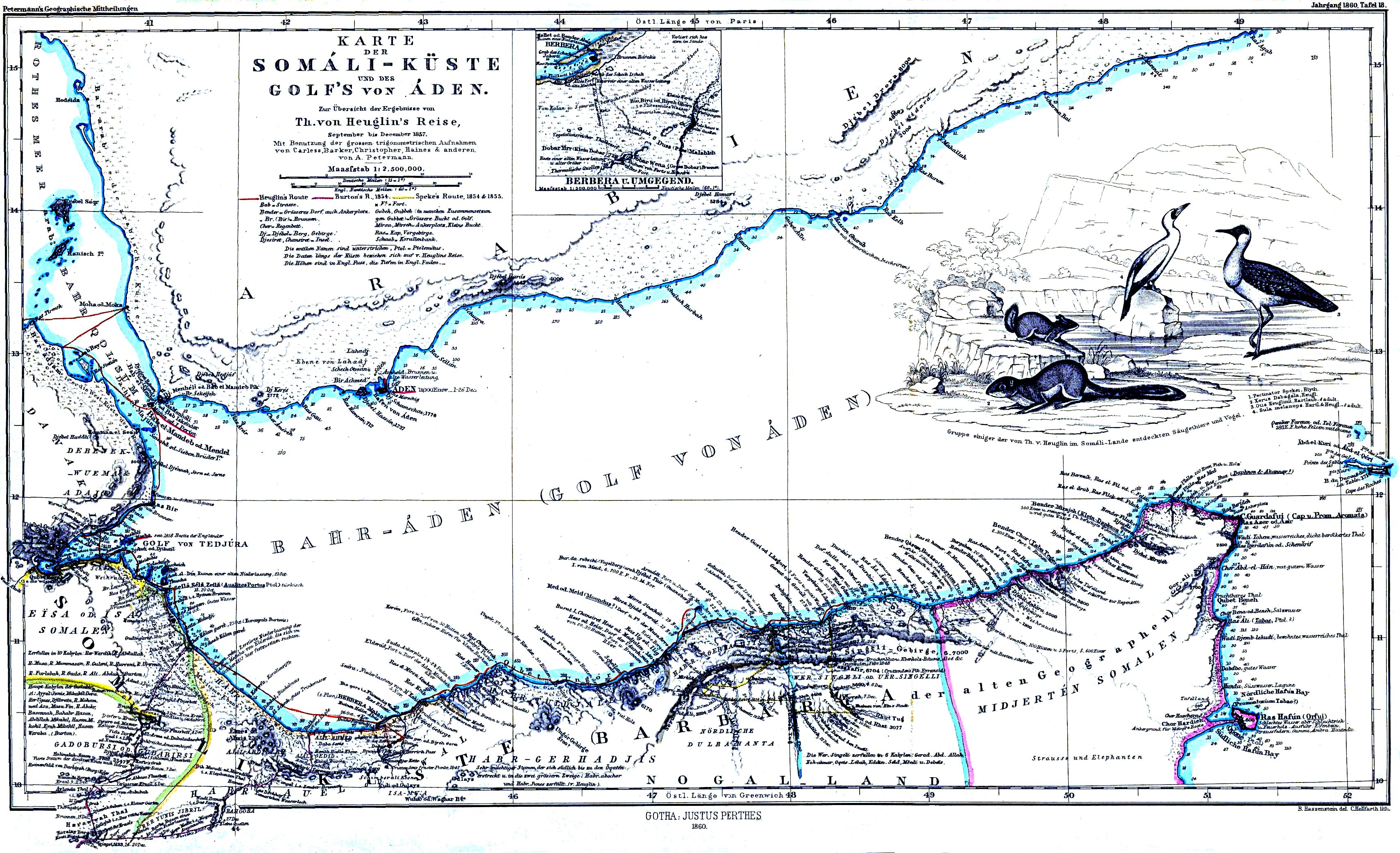
Il Golfo di Aden nel 1860

Il golfo di Aden si trova nell'Oceano Indiano tra lo Yemen, sulla costa meridionale della penisola araba, e la Somalia, in Africa.

## Geografia
Nel nord-ovest il golfo è collegato al mar Rosso tramite lo stretto di Bab el Mandeb. Le sue acque pulite danno vita a una grande varietà di pesci e coralli. I porti principali sono Aden per la costa yemenita, e Berbera per la costa somala.
Il golfo, che nel punto più largo misura 320 chilometri, è lungo poco meno di 900 chilometri. Il golfo di Aden è un'importante via d'acqua per il petrolio del Golfo Persico, che rappresenta 1/5 del totale mondiale. Questo ne fa un punto geografico fondamentale per l'economia del pianeta, ma le sue coste sono molto pericolose, a causa dell'instabilità politica dei paesi di cui fa parte; inoltre le sue acque sono spesso scenario di attacchi di pirati e terroristi.

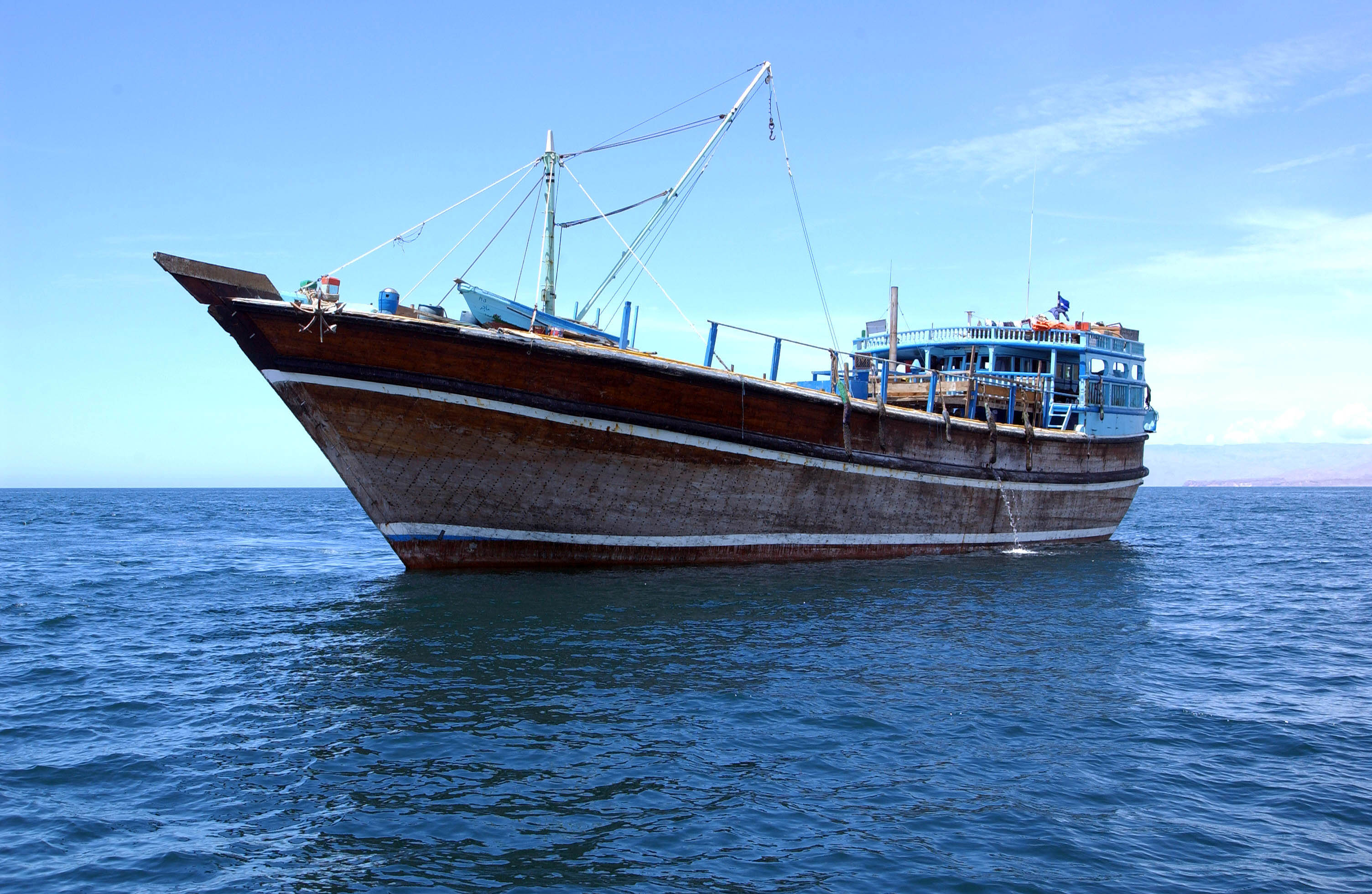
Un sambuco nel Golfo di Aden

### Confini
L'Organizzazione Idrografica Internazionale definisce i limiti del Golfo di Aden come segue:
Nel nord-ovest  - Il limite meridionale del Mar Rosso   [Una linea che unisce Husn Murad (12°40′N 43°30′E) e Ras Siyyan (12°29′N 43°20′E)].
Nel nord-ovest - Il limite orientale del Golfo di Tadjoura (Una linea che unisce Obock e Lawyacado).
Ad est - Il meridiano di Capo Guardafui (Ras Asir, 51°16'E).

### Nazioni limitrofe
- Sponda settentrionale:
  -  Yemen
- Litorale occidentale:
  -  Gibuti
- Sponda meridionale:
  -  Somaliland
  -  Somalia

### Città e località
Città e località che si affacciano sulla costa del Golfo di Aden:
Maydh
- Aden
- Mukalla
- Shokra
- Balhaf
- Bir Ali
- Città di Gibuti
- Obock
- Loyada
- Zeila
- Berbera
- Maydh
- Las Khorey
- Bosaso